# Laureana Constança Gomes dos Reis
Laureana Constança Gomes dos Reis, baronesa consorte de Cristina ( Bananal, São Paulo, 27 de dezembro de 1845 — Cristina, Minas Gerais, 18 de janeiro de 1912 ) foi uma fazendeira brasileira.
Filha de João Gomes de Siqueira Reis e Joaquina Constança de Oliveira, casou-se com Francisco Ribeiro Junqueira, primeiro e único barão de Cristina.
Era proprietária de terras em Cristina, no estado de Minas Gerais.